# European Poker Tour Saison 4
Résultats de la saison 4 de l'European Poker Tour (EPT).

## Resultats
| Date               | Tournoi                         | Vainqueur            | Prix          | Finaliste        | Autres finalistes                                                                                           |
| ------------------ | ------------------------------- | -------------------- | ------------- | ---------------- | --- |
| 1er septembre 2007 | Barcelone EPT 4                 | Sander Lylloff       | 1 170 700 €   | Mark Teltscher   | - Gregory Dyer - Mika Paasonen - Trond Eidsvig - Adam Junglen - Nikolaus Jedlicka - Patrick Bruel           |
| 29 septembre 2007  | Londres EPT 4                   | Joseph Mouawad       | 611 500 £     | Florian Langmann | - Marcel Baran - Josh Egan - Fredrik Haugen - Antony Lellouche - Paul Mendes - Ian Cox                      |
| 10 octobre 2007    | Baden EPT 4                     | Julian Thew          | 670 800 €     | Denes Kalo       | - Vladimir Poleshchuk - Thomas Fuller - Thierry van den Berg - Manfred Hammer - Ted Lawson - Anton Allemann |
| 3 novembre 2007    | Dublin EPT 4                    | Reuben Peters        | 532 620 €     | Annette Obrestad | - Reijo Manninen - Trond Eidsvig - Daan Ruiter - Anders Pettersson - Michael Durrer - Thierry van den Berg  |
| 14 décembre 2007   | Prague EPT 4                    | Arnaud Mattern       | 708 400 €     | Gino Alacqua     | - Kristian Kjøndal - Juha Lauttamus - Markus Golser - Nedzib Suman - Dag Palovic - Mikael Norinder          |
| 10 janvier 2008    | PokerStars Caribbean Adventure  | Bertrand Grospellier | 2 000 000 $   | Hafiz Khan       | - Kris Kuykendall - David Pham - Craig Hopkins - Joseph Elpayaa - Christian Harder - Richard Fohrenbach     |
| 2 février 2008     | Dortmund EPT 4                  | Michael McDonald     | 933 600 €     | Andreas Gülünay  | - Torsten Haase - Diego Perez - Claudio Rinaldi - Johannes Strassmann - Thibaut Durand - Christian Harder   |
| 23 février 2008    | Copenhague EPT 4                | Timothy Vance        | 6 220 488 DKr | Søren Jensen     | - Magnus Hansen - Rasmus Hede Nielsen - Daniel Ryan - Nicolas Dervaux - Simon Dorslund - Patrik Andersson   |
| 15 mars 2008       | Varsovie EPT 4                  | Michael Schulze      | 609 782 €     | Ricardo Sousa    | - Mathias Viberg - Mehdi Ouakhir - Christian Öman - Juan Maceiras - Niclas Svensson - Trond Eidsvig         |
| 5 avril 2008       | San Remo EPT 4                  | Jason Mercier        | 869 000 €     | Antony Lellouche | - Dario Minieri - Eric Koskas - Gregory Genovese - William Thorson - Dag Palovic - Marcus Bower             |
| 17 avril 2008      | Monte-Carlo EPT 4 (Grand Final) | Glen Chorny          | 2 020 000 €   | Denés Kaló       | - Maxime Villemure - Isaac Baron - Michael Martin - Luca Pagano - Valeriy Ilikyan - Antonio Esfandiari      |